# ایندی‌مدیا
مرکز رسانه‌های مستقل یا ایندی‌مدیا (به انگلیسی: Indymedia؛ IMC)، شبکه انتشاراتی آزاد از روزنامه‌نگاران فعال است که در مورد مسائل سیاسی و اجتماعی گزارش می‌دهند. آغاز کار آن در لندن و سیدنی در طی کارناوال ۱۹۹۹ علیه سرمایه‌داری بود و سپس اولین مرکز رسانه‌ای ایندی‌مدیا برای گزارش از اعتراضات به کنفرانس وزرای سازمان تجارت جهانی در سیاتل تأسیس شد. ایندی مدیا با جنبش عدالت جهانی که از نئولیبرالیسم و نهادهای وابسته به آن انتقاد می‌کند، ارتباط نزدیکی پیدا کرده است.
در اوایل دهه ۲۰۰۰، شبکه ایندی‌مدیا به سرعت در سراسر جهان گسترش یافت. مراکز داوطلبانه با استفاده از همان نرم‌افزار (که در سیدنی ایجاد شده بود) راه‌اندازی شدند، بنابراین همه سایت‌ها فرمت مشترکی داشتند که شامل شبکه خبر انتشار آزاد و استفاده از ستون‌ها بود. بعداً مراکز نرم‌افزاری خود را متناسب با نیازهای محلی توسعه دادند. در دهه ۲۰۱۰ تعداد مراکز کاهش یافت. از دلایل این کاهش می‌توان به رشد سایت‌های شبکه‌های اجتماعی، نهادینه شدن جنبش عدالت جهانی و سرکوب دولت‌ها اشاره کرد. در مراکز انگلستان، ایالات متحده، ایتالیا و آلمان به مراکز مختلفی حمله شده است. شعار این شبکه "از رسانه متنفر نباشید، رسانه شوید!" بود.

## اهداف
طبق صفحه اصلی چتر، «ایندی‌مدیا مجموعه‌ای از سازمان‌های رسانه‌ای مستقل و صدها روزنامه‌نگار است که پوشش خبری مردمی و غیر شرکتی را ارائه می‌دهند.» هدف این است که جایگزینی برای رسانه‌های دولتی و شرکتی باشند و به دنبال تسهیل کار مردم هستند تا بتوانند رسانه‌های خود را تا حد ممکن مستقیم منتشر کنند. 